# Comboio fantasma nazi
O Comboio fantasma nazi é um comboio lendário que terá desaparecido alegadamente carregado de ouro, em 1945, nos finais da Segunda Guerra Mundial, na Polónia.

## A lenda
Segundo a  lenda, no final da II Guerra Mundial, aquando da chegada do Exército Vermelho, o exercito nazi carregou um comboio com ouro e outros tesouros na cidade de Wroclaw e enviou-o para o sudoeste da Polónia. O comboio terá desaparecido junto à actual fronteira entre a República Checa e a Polónia.

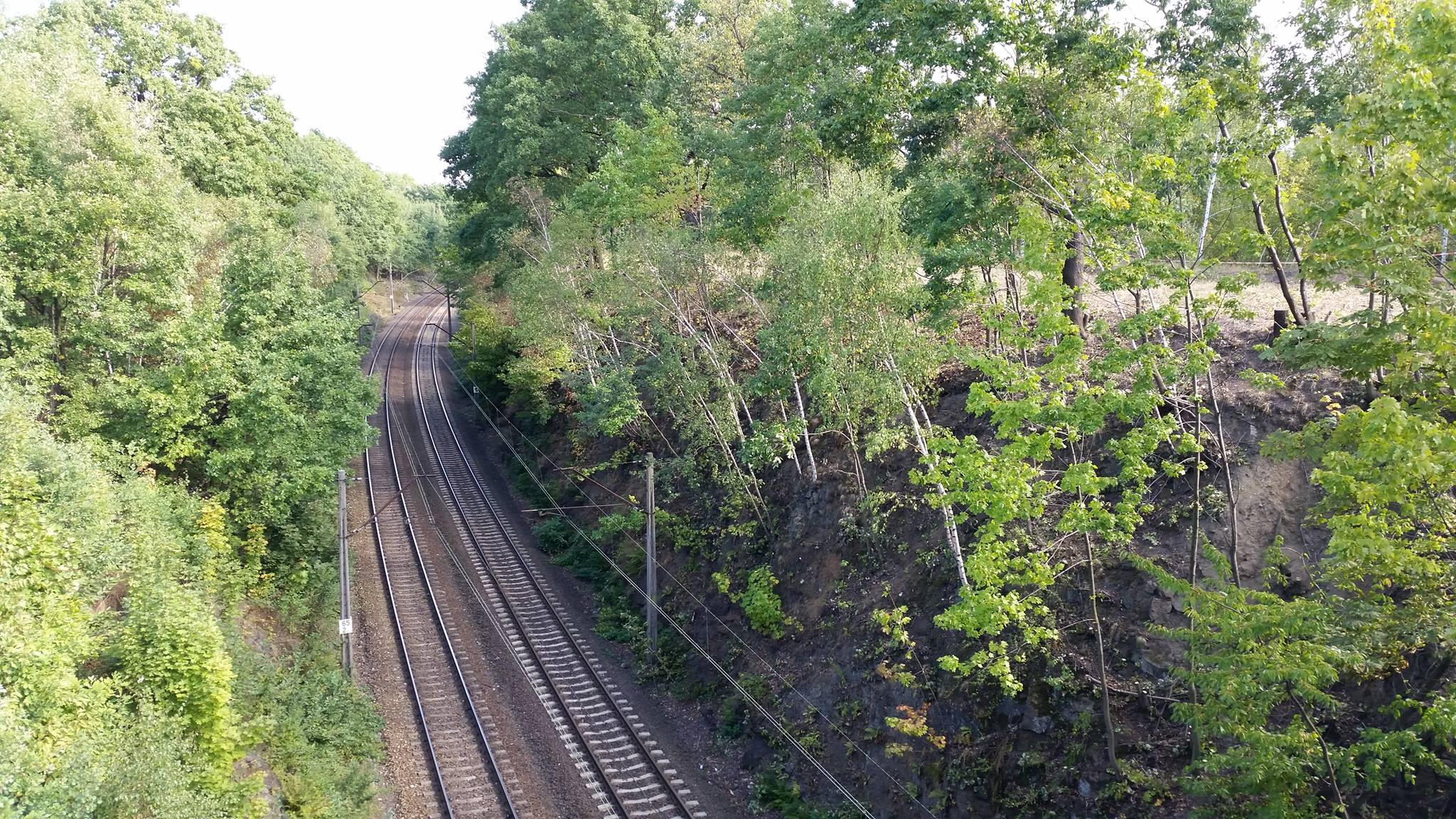
Alegada localização do comboio em Walbrzych.

## A descoberta de 2015
Em Agosto de 2015, dois caçadores de tesouros declararam às autoridades da Polónia que com recurso a radar, encontraram enterrado um comboio blindado que supostamente conterá metais preciosos e ouro apreendidos pelos nazis durante a Segunda Guerra Mundial.
Enquanto as obras para o seu desenterro não acontecem, surgem diversas especulações. A operação tem levado a diversas teorias sobre a localização desta composição blindada que pode vir a ser encontrada na zona montanhosa de Sowa, perto da cidade de Walbrzych e, acima de tudo, sobre a sua carga. Em Setembro de 2015, fontes ligadas ao governo da Polónia sugerem que o comboio poderá não conter ouro, mas sim restos mortais de presos dos nazis. No entanto, referem que o facto de o comboio ter uma parte blindada poderá indicar que conterá carga especial.